# Club de Fútbol Cobras de Ciudad Juárez
El Club de Fútbol Cobras de Ciudad Juárez fou un club de futbol mexicà de la ciutat de Ciudad Juárez, Estat de Chihuahua.

## Història
El club va néixer el 12 de maig de 1980 com a Cobras Querétaro. El 1985 ascendí a primera divisió, però no hi romangué doncs descendí la temporada següent, després d'obtenir 31 punts en 40 partits. Després d'aquest descens el club es traslladà a la ciutat de Ciudad Juárez, a segona divisió. Tornà a ascendir a primera el 1988, per descendir el 1992. Desaparegué el 1994. El 2001, el Saltillo Soccer es traslladà a la ciutat fronterera per fer renàixer el Cobras, desapareixent novament el 2005.

## Palmarès
- Copa México: 
  - 1990-91

- Liga de Ascenso: 
  - 1985-86, 1987-88